# Campionati Nazionali Universitari 2010
La LXIV edizione dei Campionati Nazionali Universitari (CNU) si sono tenuti in Molise dal 21 maggio al 29 maggio del 2010, e sono stati organizzati dal CUS Molise e dall'Università degli Studi del Molise.

## Discipline
10 sport individuali:
- Atletica leggera
- Jūdō
- Karate
- Lotta libera
- Scherma
- Tennis
- Tennistavolo
- Tiro a segno
- Tiro a volo
- Vela

7 sport a squadre:
- Beach volley
- Calcio
- Calcio a 5 (maschile)
- Pallacanestro (maschile)
- Pallavolo (maschile)
- Pallavolo (femminile)
- Rugby a 7

9 sport opzionali:
- Beach tennis
- Beach volley
- Calcio a 5 (femminile)
- Hockey su prato (a 7, misto)
- Lotta stile libero (Responsabile: Mario Cerrai)
- Pallacanestro (femminile)
- Pugilato (maschile)
- Ultimate frisbee
- Windsurf

## Medagliere
| CUS                    | O  | A | B  | Totale |
| ---------------------- | -- | - | -- | ------ |
| CUS Napoli             | 11 | 9 | 12 | 32     |
| CUS Torino             | 9  | 5 | 5  | 19     |
| CUS Milano             | 8  | 5 | 4  | 17     |
| CUS Roma               | 7  | 2 | 13 | 22     |
| CUS Bologna            | 6  | 3 | 7  | 16     |
| CUS Parma              | 3  | 1 | 1  | 5      |
| CUS Perugia            | 2  | 4 | 6  | 12     |
| CUS Bari               | 2  | 2 | 4  | 8      |
| CUS Molise             | 2  | 2 | 3  | 7      |
| CUS Foggia             | 2  | 0 | 2  | 4      |
| CUS Messina            | 1  | 4 | 2  | 7      |
| CUS Catania            | 1  | 3 | 5  | 9      |
| CUS Genova             | 1  | 2 | 3  | 6      |
| CUS Camerino           | 1  | 2 | 2  | 5      |
| CUS Caserta            | 1  | 0 | 3  | 4      |
| CUS Sassari            | 1  | 0 | 3  | 4      |
| CUS Cassino            | 1  | 0 | 1  | 2      |
| CUS Palermo            | 1  | 0 | 1  | 2      |
| CUS Kore Enna          | 1  | 0 | 0  | 1      |
| CUS Modena             | 1  | 0 | 0  | 1      |
| CUS Reggio Calabria    | 1  | 0 | 0  | 1      |
| CUS Viterbo            | 1  | 0 | 0  | 1      |
| CUS Ferrara            | 0  | 8 | 0  | 8      |
| CUS Bergamo            | 0  | 2 | 4  | 6      |
| CUS Brescia            | 0  | 2 | 0  | 2      |
| CUS Cagliari           | 0  | 2 | 0  | 0      |
| CUS Foro Italico       | 0  | 2 | 0  | 2      |
| CUS Cosenza            | 0  | 1 | 4  | 5      |
| CUS Padova             | 0  | 1 | 3  | 4      |
| CUS Pisa               | 0  | 1 | 2  | 3      |
| CUS Salerno            | 0  | 1 | 2  | 3      |
| CUS L'Aquila           | 0  | 0 | 2  | 2      |
| CUS dei Laghi          | 0  | 0 | 1  | 1      |
| CUS Piemonte Orientale | 0  | 1 | 1  | 2      |
| CUS Trieste            | 0  | 1 | 1  | 2      |
| CUS Ancona             | 0  | 1 | 0  | 1      |
| CUS Catanzaro          | 0  | 1 | 0  | 1      |
| CUS Venezia            | 0  | 1 | 0  | 1      |
| CUS Firenze            | 0  | 0 | 2  | 2      |
| CUS Chieti             | 0  | 0 | 1  | 1      |
| CUS Udine              | 0  | 0 | 1  | 1      |
| CUS Benevento          | 0  | 0 | 0  | 0      |
| CUS Lecce              | 0  | 0 | 0  | 0      |
| CUS Macerata           | 0  | 0 | 0  | 0      |
| CUS Pavia              | 0  | 0 | 0  | 0      |
| CUS Potenza            | 0  | 0 | 0  | 0      |
| CUS Siena              | 0  | 0 | 0  | 0      |
| CUS Teramo             | 0  | 0 | 0  | 0      |
| CUS Trento             | 0  | 0 | 0  | 0      |
| CUS Urbino             | 0  | 0 | 0  | 0      |
| CUS Verona             | 0  | 0 | 0  | 0      |

## I numeri dell'evento
- CUS aderenti: 49;
- Partecipanti: circa 6000 (atleti, tecnici, accompagnatori, ecc.);
- Discipline sportive: 20-22;
- Trasporti: circa 1000 transfer (con 4 bus da 50 posti, 20 minibus, 30 autovetture e 30 scooter);
- Copertura sanitaria: 20 medici sui diversi campi di gara distribuiti nelle tre sedi;
- Premiazioni: 300 coppe, oltre 500 medaglie d'oro e d'argento, oltre 700 medaglie di bronzo;
- Operatori: circa 500 persone.